# Liechtensteiner Alpenverein
Der Liechtensteiner Alpenverein (LAV) gehört zu den ältesten Vereinen des Fürstentums Liechtenstein und hat über 2800 Mitglieder (zum Vergleich: der Staat Liechtenstein hat 39.444 Einwohner). Er will das Bergsteigen fördern und vor allem der Jugend Anleitungen zu echtem Naturerlebnis vermitteln. Das Wecken und Fördern von Gedanken und Bestrebungen für den heimatlichen Natur- und Landschaftsschutz gilt ebenso als Ziel.
Der Alpine Verein mit Sitz in Schaan betreibt zwei Berghütten, die Gafadurahütte und die Pfälzerhütte. Im Namen der letzteren findet sich auch der Ursprung des Vereins. Als Sektion „Liechtenstein“ des Deutschen und Österreichischen Alpenvereins am 25. März 1909 gegründet, wurde der Verein am 5. Juli 1946 selbständig. In Verbindung mit den staatlichen Stellen organisiert er das Bergrettungs- und Pflanzenschutzwesen.
Heute betreibt der Verein eine Geschäftsstelle (Sekretariat) in Vaduz, wirkt in der Gesetzgebung, die den Vereinszweck tangiert, mit und versucht bei der Einhaltung der Naturschutzgesetze mitzuhelfen.
Der LAV ist Mitglied im Club Arc Alpin (CAA), seit 2017 in der EUMA, seit 1959 des UIAA sowie Mitglied des multilateralen Abkommens Gegenrecht auf Hütten.

## Hütten
| Bild          | Hütte         | Höhe | Gebirgsgruppe |
| ------------- | ------------- | ---- | ------------- |
| Gafadurahütte | Gafadurahütte | 1428 | Rätikon       |
| Pfälzerhütte  | Pfälzerhütte  | 2108 | Rätikon       |

| Hauptsitz |

| Gafadurahütte |

| Pfälzerhütte |

## Wege
Der LAV betreibt einige Bergwege in Liechtenstein.

## Publikationen
Der LAV gibt vier Mal im Jahr das Mitgliedermagazin „ENZIAN“ heraus.
Die Bergheimat ist eine Vereinszeitschrift und eine Art Heimatschrift des Liechtensteiner Alpenvereins.